# دولورس هوپ
دولورس هوپ (انگلیسی: Dolores Hope؛ ۲۷ مهٔ ۱۹۰۹ – ۱۹ سپتامبر ۲۰۱۱) یک خواننده اهل ایالات متحده آمریکا بود. وی بین سال‌های ۱۹۲۹ تا ۲۰۱۱ میلادی فعالیت می‌کرد.